# Továrna Mastných
Továrna Mastných je komplex továrních budov v Lomnici nad Popelkou. Od roku 2025 je Mechanická tkalcovna T. H. a V. Mastný chráněna jako kulturní památka.

## Historie
Roku 1805 založil Jan Mastný v Lomnici faktorství. Zaměstnával až 400 tkalců, kteří zpracovávali přízi doma, a on od nich odkupoval zboží. Jeho syn Vincenc po něm převzal řemeslo, podnik rozšířil a zaměstnával až 1500 tkalců. Nad Karlovem skoupil v letech 1854 až 1856 pozemky s budovami a vybudoval první tovární areál ve městě. Jeho stavitelem byl Franz Richter. Byla to mechanická tkalcovna na tkané zboží a šlichtovna. Od roku 1893 továrna podnikala pod názvem T. H. & V. Mastný – mechanická tkalcovna (iniciály tří mladších bratrů Vincence Mastného: Theodor, Hugo a Vojtěch).
Roku 1894 byla na návrh Jana Šroubka dostavěna další, tentokrát obytná budova pro zaměstnance.
Během velké hospodářské krize majitelé firmy (Vladimír Stuchlík a později MUDr. Antonín Mastný) kvůli zadluženosti přišli o majetek. Výroba v továrně byla v roce 1932 ukončena. Později byla využívána jako tírna lnu. Novým vlastníkem hlavních budov se stala firma Bratři Halířové. Po Únoru 1948 byl areál továrny znárodněn a později ho podnik Elitex využíval jako člunkárnu.
V rámci restitucí se firma vrátila do rukou rodiny Halířových, kteří založili firmu Spedava. Roku 2012 pak areál firmy koupil Pavel Doležal z Velkých Popovic, který založil Spolek pro záchranu bývalé továrny Mastných v Lomnici nad Popelkou.

### Současnost
V současnosti se budovy rekonstruují, zateplují a opravují. Je zde muzeum motocyklů Raleigh, probíhají zde dny architektury, svatby či komentované prohlídky.

## Budovy
- dům čp. 211 – nejstarší tovární budova, od roku 1937 sloužila jako sklad krmiv a hnojiv. V roce 2003 byla stržena.
- dům čp. 212 – druhá budova továrního komplexu. Dnes se zde konají akce.
- dům čp. 213 – odkoupeno Vincencem Mastným roku 1856. Po roce 1948 zde byla kuchyně, učební sál a ubytovna pro kubánské a vietnamské pracovnice firmy Technolen, učebny a internát pro Čokoládovny. Dnes budovu využívá Střední škola v Lomnici nad Popelkou.

## Galerie

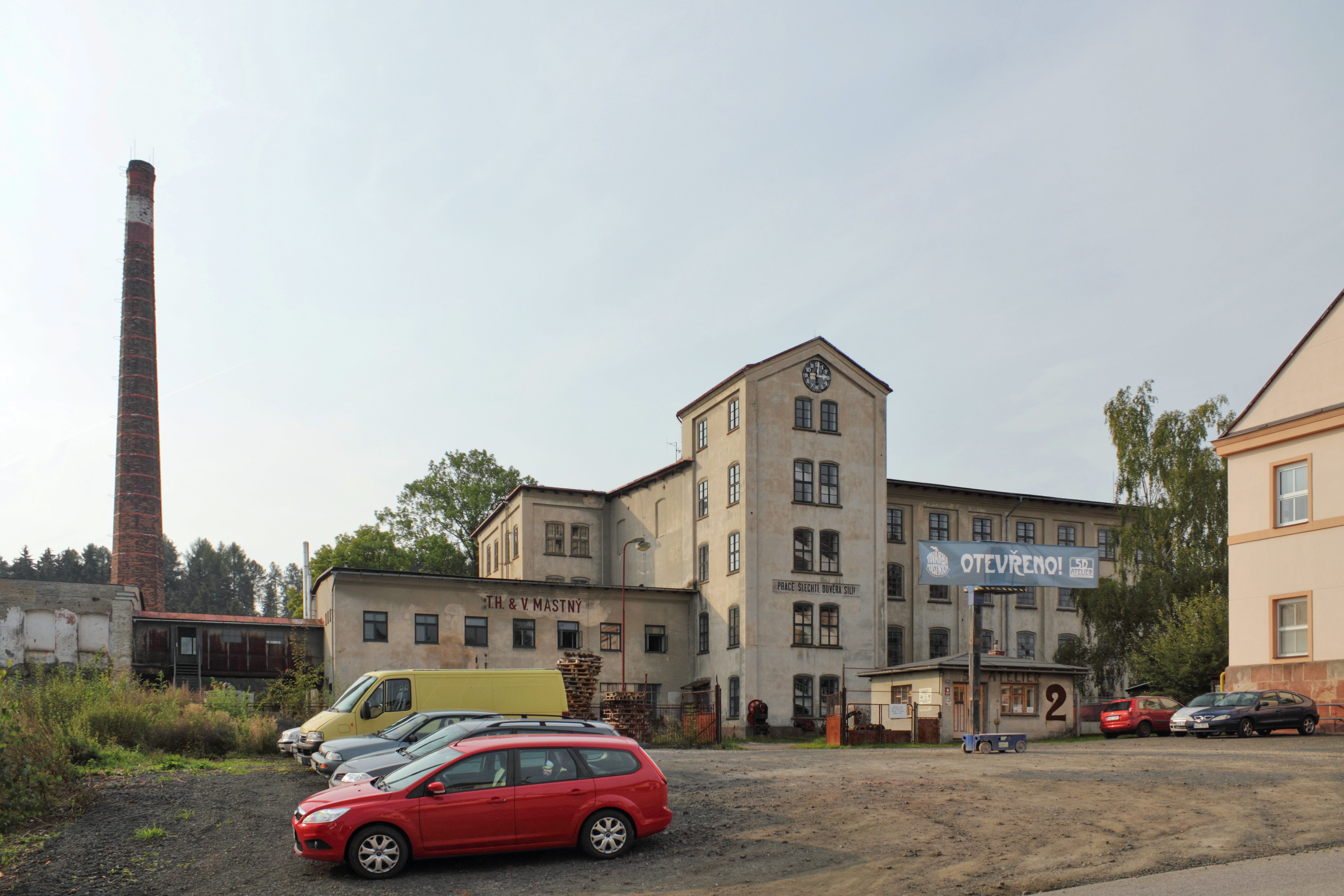
Hlavní budova čp. 212
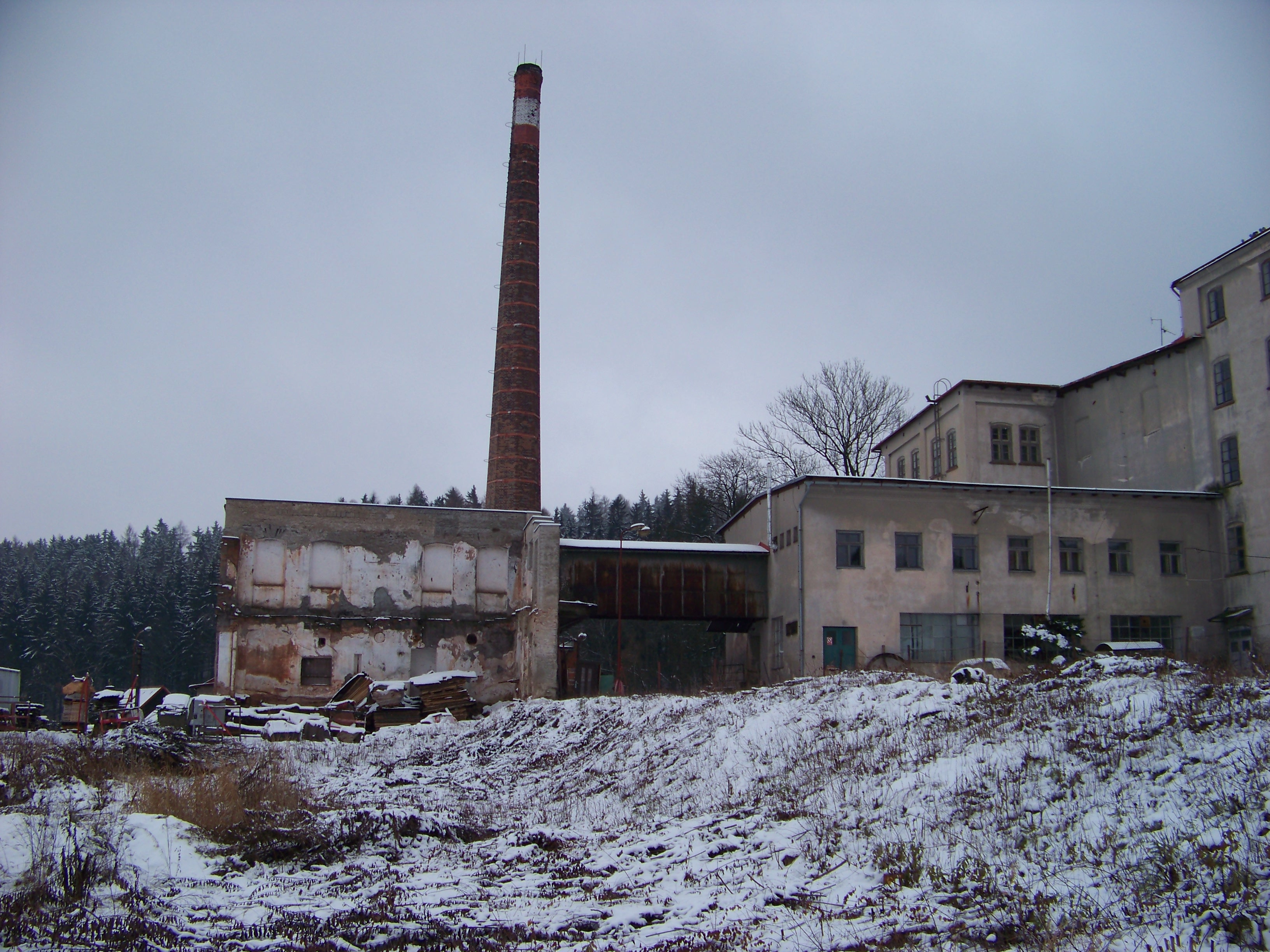
Zbořená část továrny
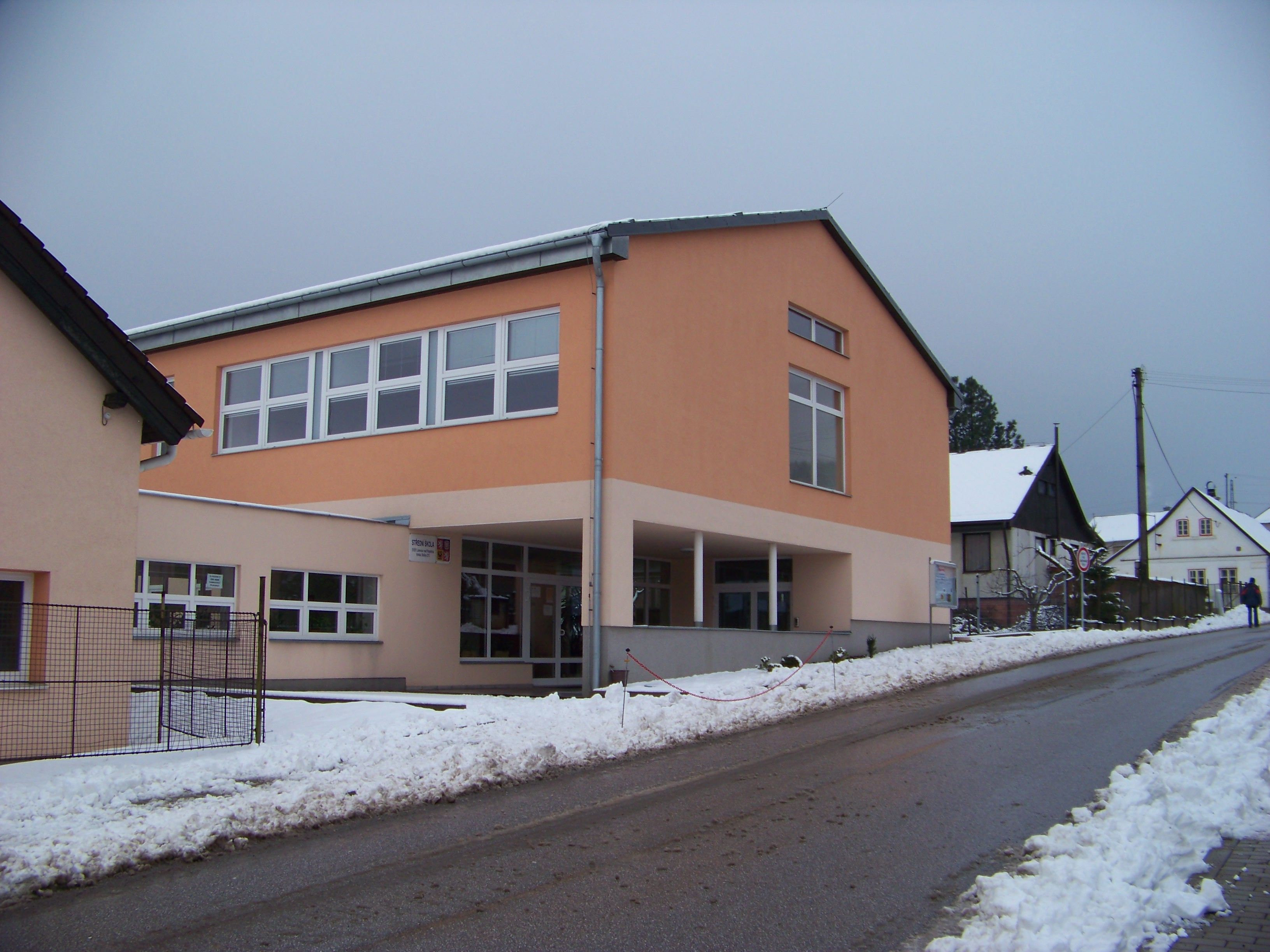
Zrekonstruovaná budova čp. 213, dnes majetek Střední školy